# Almensilla
Almensilla település Spanyolországban, Sevilla tartományban. Almensilla Bollullos de la Mitación, Coria del Río, Mairena del Aljarafe, Palomares del Río és La Puebla del Río községekkel határos. Lakosainak száma 6653 fő (2024).

## Népesség
A település népessége az elmúlt években az alábbi módon változott:
| Lakosok száma | 3213 | 4244 | 5096 | 5598 | 5776 | 5816 | 5929 | 6080 | 6415 | 6653 |
|               | 2001 | 2004 | 2007 | 2009 | 2012 | 2014 | 2017 | 2019 | 2022 | 2024 |